# Руново (Вонґровецький повіт)
Руново (пол. Runowo, нім. Kaisersaue) — село в Польщі, у гміні Вонґровець Вонґровецького повіту Великопольського воєводства.
Населення — 321 особа (2011).
У 1975-1998 роках село належало до Пільського воєводства.

## Демографія
Демографічна структура станом на 31 березня 2011 року:
|          | Загалом | Допрацездатний вік | Працездатний вік | Постпрацездатний вік |
| -------- | ------- | ------------------ | ---------------- | -------------------- |
| Чоловіки | 164     | 41                 | 112              | 11                   |
| Жінки    | 157     | 27                 | 98               | 32                   |
| Разом    | 321     | 68                 | 210              | 43                   |